# Ренате Файл
Ренате Файл (на немски: Renate Feyl) е германска писателка, автор на романи и есета.

## Биография
Ренате Файл е родена на 30 юли 1944 г. в Прага, но израства в Йена. След като полага матура, работи като журналистка към различни списания в ГДР. Преминава обучение за книготърговец.
От 1966 до 1971 г. следва философия в Хумболтовия университет в Берлин. След 1970 г. живее като писателка на свободна практика в Берлин.
Ренате Файл създава предимно повествователна и есеистична проза. Започва писателското си поприще с поредица от романи на тема всекидневието в ГДР. От началото на 80-те години се занимава главно със забравени значими женски образи от XVIII и ранния XIX век като Луизе Аделгунде Виктория Готшед, Софи фон Ларош и Каролине фон Волцоген.
По собствени изявления писателката прави опит с романа си „Прахосване“ (Streuverlust) (2004), който разглежда възхода и падението на медиите въз основа на кариерата на измислен немски радиоводещ, да напусне областта на историческите романи.

### Романи
- Rauhbein (1968)
- Das dritte Auge war aus Glas. Eine Studentengeschichte (1971)
- Bau mir eine Brücke (1972)
- Bilder ohne Rahmen (1977)
- Der lautlose Aufbruch (1981)[1]
- Idylle mit Professor (1986)
- Ausharren im Paradies (1992)

Да изтърпиш рая, изд.: „Весела Люцканова“, София (2002), прев. Ивета Милева
- Die profanen Stunden des Glücks (1996)
- Das sanfte Joch der Vortrefflichkeit (1999)
- Streuverlust (2004)
- Aussicht auf bleibende Helle: Die Königin und der Philosoph (2006)
- Lichter setzen über grellem Grund (2011)